# 14594 Їндрашильган
14594 Їндрашильган (14594 Jindrašilhán) — астероїд головного поясу, відкритий 24 вересня 1998 року.
Тіссеранів параметр щодо Юпітера — 3,395.